# アルブレヒト5世 (メクレンブルク公)
アルブレヒト5世（Albrecht V., 1397年 - 1423年6月1日/12月6日）は、メクレンブルク公（在位：1412年 - 1423年）。

## 生涯
アルブレヒト5世は、メクレンブルク公アルブレヒト3世とブラウンシュヴァイク＝リューネブルク公マグヌス2世の娘アグネス・フォン・ブラウンシュヴァイク＝リューネブルクの息子である。アルブレヒト3世は1412年に亡くなり、従兄弟ヨハン4世との協定に従い、アグネスはアルブレヒト5世の後見人および摂政を務めた。アルブレヒト5世は1415年または1416年に親政を開始した。ヨハン4世が1422年に亡くなった後、アルブレヒト5世とヨハン4世の未亡人カタリーナ・フォン・ザクセン＝ラウエンブルクは、ヨハン4世の未成年の息子ハインリヒ4世とヨハン5世の共同摂政を務めた。
1419年2月13日、アルブレヒト5世とヨハン4世は、ロストックのハンザ都市議会とともに、北ドイツおよびバルト海地域全体で最初の大学としてロストック大学を創設した。
1413年以降、アルブレヒト5世は後にブランデンブルク選帝侯となるニュルンベルク城伯フリードリヒ6世の次女ツェツィーリエと婚約していた。しかし、アルブレヒト5世とツェツィーリエは結婚せず、代わりにアルブレヒト5世は1423年5月23日にツェツィーリエの妹マルガレーテと結婚した。フリードリヒ6世はアルブレヒト5世に持参金としてデーミッツとゴルロセンを与えた。しかし、アルブレヒト5世はマルガレーテと結婚してまもなく死去した。